# Pineville (Kentucky)
Pineville é uma cidade localizada no estado americano de Kentucky, no Condado de Bell.

## Demografia
Segundo o censo americano de 2000, a sua população era de 2093 habitantes.
Em 2006, foi estimada uma população de 2010, um decréscimo de 83 (-4.0%).

## Geografia
De acordo com o United States Census Bureau tem uma área de
3,7 km², dos quais 3,7 km² cobertos por terra e 0,0 km² cobertos por água. Pineville localiza-se a aproximadamente 325 m acima do nível do mar.

## Localidades na vizinhança
O diagrama seguinte representa as localidades num raio de 28 km ao redor de Pineville.